# (15680) 1981 EV7
1981 إي في 7 (ويعرف أيضًا باسم (15680) 1981 إي في 7 وفق تسمية الكوكب الصغير) (بالإنجليزية: 1981 EV7)‏؛ هو كويكب ضمن حزام الكويكبات.
اكتُشف هذا الجُرم الفلكي بواسطة شيلت جون بوبي في 1 مارس 1981، وترتيبه 15680 من حيث الاكتشاف.

## الوصف
اكتُشف 156801981EV في 1 مارس 1981 في مرصد سايدنغ سبرينغ، الواقع في وارومبونغل، نيوساوث ويلز في أستراليا، بواسطة عالم الفلك الأمريكي شيلت جون بوبي. وقد رصد المشروع 1,506 مشاهدة للكويكب إلى غاية 25 أغسطس 2021 بتوقيت منطقة المحيط الهادئ، أي في مدة قدرها 15,586 يومًا (42.7 عام). تستغرق الفترة المدارية للكويكب 1,660 يومًا (4.5 عام).

## الخصائص المدارية
يتميز مدار هذا الكويكب بنصف محور رئيسي يبلغ 2.75 وحدة فلكية، وحضيض قدره 2.61 وحدة فلكية، وانحراف قدره 0.05 وزاوية ميلان 4.28 درجة بالنسبة لمسار الشمس. بسبب هذه الخصائص، أي نصف المحور الرئيسي بين 2 و3.2 وحدة فلكية وحضيض أكبر من 1,666 وحدة فلكية، يُصنف هذا الجُرم الفلكي وفقًا لقاعدة بيانات مختبر الدفع النفاث لأجرام النظام الشمسي الصغيرة كائنًا من حزام الكويكبات الرئيسي.

## الخصائص الفيزيائية
يُقدر القدر المطلق (H) لـ156801981EV بـ14.49 ووضاءته بـ0.088، مما يمكِّن تقدير قطره بـ 6.489كم. استُخلصت هذه النتائج بفضل ملاحظات مستكشف الأشعة تحت الحمراء عريض المجال (WISE)، وهو مرصد فضائي أمريكي وُضع في المدار في عام 2009 ويراقب السماء بأكملها بالأشعة تحت الحمراء، في عام 2011، نُشرت النتائج الأولى المتعلقة بالكويكبات من الحزام الرئيسي.

## وصلات خارجية
- (15680) 1981 EV7 في قاعدة بيانات مختبر الدفع النفاث لأجرام النظام الشمسي الصغيرة

- الاكتشاف · مخطط المدار ·  العناصر المدارية · المعلمات المادية

- (15680) 1981 EV7 على موقع ويكي سكاي: DSS2, SDSS, GALEX, IRAS, Hydrogen α, X-Ray, Astrophoto, Sky Map, Articles and images